# Gust Geens
August (Gust) Geens (1919 - 27 september 2013) was een Belgisch politicus voor CVP.

## Biografie
Geens werd een eerste maal verkozen als gemeenteraadslid in 1946. In 1965 werd hij aangesteld als burgemeester, een mandaat dat hij uitoefende tot de gemeentefusie met Vremde in 1976. Hij werd opgevolgd als burgemeester door Etienne Aussems.
Naast zijn politieke activiteit was Geens werkzaam bij de toenmalige NIR / BRT. Tevens was hij actief als cineast, zo maakte hij verschillende filmpjes over Boechoutse persoonlijkheden en evenementen.

## Filmografie
- Jeugdstorm
- Het licht der bergen[2]